# Мисливський будинок Юсупова
Мисливський будинок князя Юсупова (також Юсуповський палац, Аскерін, крим. Askeriñ, від asker — воїн) — палац князя Фелікса Юсупова в селі Соколине Бахчисарайського району Криму, пам'ятка архітектури місцевого значення.
Побудований в 1908–1912 роках, за проєктом ялтинського архітектора Миколи Петровича Краснова, у кримськотатарському стилі, з використанням мотивів ханського палацу в Бахчисараї.
Будівля асиметричної композиції з вежею, перепадами черепичних дахів та гостроверхими камінними трубами. До комплексу колишнього Юсуповського будинку входять: головний корпус, корпус з вежею, господарські будівлі (людська, стайня, пральня), фонтан біля воріт (1883 рік), фонтан «Блакитне око» (крим. Kökköz) та колишня Юсуповська мечеть (знаходиться біля мосту через річку Коккозка).

## Історія
У 1908 році Юсуповими в Коккозах (Богатирській волості) було придбано маєток, у якому, за бажанням Зінаїди Миколаївни Юсупової, було вирішено побудувати «будинок у місцевому стилі». Будівництво було доручено головному архітектору Ялти Миколі Петровичу Краснову, який у цей час вже був зайнятий спорудженням Кореїзького (для великого князя Петра Миколайовича) і Лівадійського палаців. Новому маєтку господарі, які з XV століття служили російським царям і прославилися військовою доблестю, дали назву Аскерін (у перекладі — приналежна воїну).

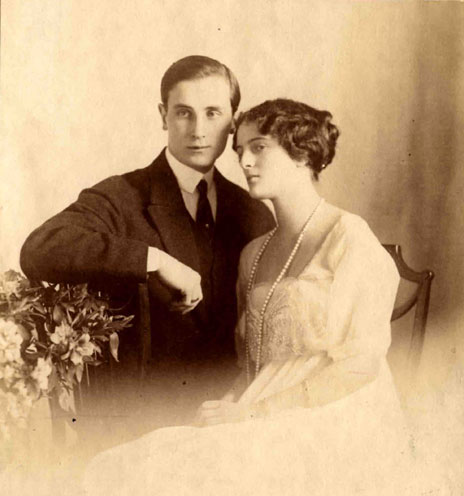
Фелікс Юсупов із дружиною

Будівля була білою (в дусі кримськотатарських гірських будинків), дах покритий блискучою черепицею, кольору морської хвилі, у стрілчастих вікнах — ажурні палітурки. На лівій від головного входу стіні був облаштований пристінний фонтан Блакитних очей, у вигляді неглибокої стрілчастої ніші, облицьований зеленими плитками, із зображенням у центрі стилізованого блакитного ока, з якого витікала цівка води, відсилаючи до назви села: Коккоз у перекладі з кримськотатарської — блакитні очі. У великій вітальні була копія бахчисарайського фонтану, в парку — ще один фонтан, створений за мотивами місцевих легенд. Також до комплексу палацу входили: міст через Коккозку, за ним — мечеть — подарунок князя місцевому населенню. Палац відвідували Микола II та король Португалії Мануел II.
В еміграції Фелікс Юсупов залишив спогади про палац:
|  | Палац був білий, із дахом із старовинної черепиці, покритої глазур'ю, якій патина часу надала різні відтінки зеленого кольору. Його оточував виноградник, маленький струмок біг біля стін — із балкону можна було ловити форель. Усередині меблі, фарбовані яскравими червоними, синіми і зеленими кольорами, були скопійовані зі старовинної татарської. Східні тканини покривали дивани і стіни. Велика їдальня вдень освітлювалася перськими вітражами на стелі. Увечері, освітлені зсередини, вони пропускали в кімнату світло, яке гармонійно змішувалося зі світлом свічок на столі. Одна зі стін була прикрашена мармуровим фонтаном, де вода текла крапля за краплею з ніжним жалібним звуком по безлічі маленьких раковин, з однієї в іншу. Цей фонтан був точним відтворенням того, що містився в палаці хана… Блакитні очі були всюди: у вітражах, над фонтаном, у Кипарисовому парку і в східній орнаментиці столових приладів… |

За радянської влади в палаці розташовувалися школа II ступеня, сільрада, хата-читальня та клуб, влітку турбаза (згодом називалася Орлиний заліт), під час окупації Криму в 1941—1944 роках — чи то казино, чи то бордель, сам маєток сильно постраждав.
До російської окупації тут знаходився Кримський республіканський дитячий оздоровчий заклад «Сокіл», що відкрився 24 червня 2011 року.